# Internationale Physikolympiade
Die Internationale Physikolympiade (IPhO) ist ein internationaler Schülerwettbewerb, bei dem es um das Lösen anspruchsvoller theoretischer und experimenteller physikalischer Aufgaben unter Klausurbedingungen geht. Die IPhO findet jährlich statt und wird abwechselnd in verschiedenen Teilnehmerländern ausgetragen.

## Ablauf
Die Internationale Physikolympiade findet jeweils im Sommer im jeweiligen Gastgeberland statt. Eine Olympiade dauert typischerweise neun bis zehn Tage. An zwei Tagen davon relativ zu Beginn finden die beiden Prüfungen statt, die zuvor in die jeweilige Muttersprache übersetzt werden. Die Schüler müssen in Einzelarbeit die theoretischen und praktischen Aufgaben in jeweils fünf Stunden bearbeiten. Die Aufgaben werden vom Gastgeberland lange im Voraus sehr sorgfältig erstellt, damit sie sowohl ansprechend als auch anspruchsvoll sind.
In den folgenden Tagen werden die Aufgaben von der Jury der Gastgeber wie auch von den Betreuern korrigiert, und in einer Diskussion über die endgültige Punktwertung entschieden, so dass die Ergebnisse bis zum Ende feststehen. Die Schüler erwartet während dieser Zeit ein umfangreiches Rahmenprogramm mit Ausflügen und Veranstaltungen. Dazu gehören kulturelle Programmpunkte, der Besuch wichtiger Sehenswürdigkeiten so wie interessante Vorträge von oftmals namhaften Wissenschaftlern. Ein wichtiger Aspekt sind auch die Begegnungen und Aktionen der Schüler untereinander.
Die Olympiade wird i. d. R. an Universitäten durchgeführt, wo genügend Platz für die vielen hundert Teilnehmer und Begleiter ist. Organisiert wurden die Olympiaden teilweise durch Bildungseinrichtungen selbst (z. B. 1975 durch die Pädagogische Hochschule in Güstrow oder 1986 durch die Harrow School), teilweise durch staatliche Stellen.

## Teilnehmer
Jedes teilnehmende Land (z. Z. sind es mehr als 80) entsendet ein Team von höchstens fünf Schülern, begleitet von zwei Betreuern. Das Team darf von weiteren Personen (Beobachter, Besucher) begleitet werden. Die Schüler dürfen am 30. Juni des Austragungsjahres das 20. Lebensjahr noch nicht vollendet haben.

## Vorbereitung
Die IPhO verlangt von den Schülern Kenntnisse und Fertigkeiten, die in der Schule nicht derart ausführlich vermittelt werden. Um im Wettbewerb erfolgreich zu sein, ist eine zusätzliche Vorbereitung nötig. Die meisten Teilnehmer trainieren zuvor zumindest mit Aufgaben der vergangenen Jahre und mit Fachliteratur.
In einigen – jedoch nicht in allen – Teilnehmerländern gibt es außerdem ein spezielles Vorbereitungsprogramm für die Schüler. In manchen Ländern gibt es Vorbereitungsseminare über wenige Tage, in anderen sogar bis hin zu mehreren Monaten. Dabei werden manche Teams bereits vor dem Training selektiert, andere erst im Laufe dessen.
In Deutschland gibt es ein dreitägiges Experimentalpraktikum für die Mannschaft, das jeweils im Juni in Heide (Schleswig-Holstein) stattfindet. Während des Praktikums werden Experimente in verschiedenen Stationen aufgebaut, die dann von den Schülern durchgeführt und ausgewertet werden dürfen.

## Deutsches Auswahlverfahren

Logo des deutschen Auswahlverfahrens zur IPhO seit 2008

Das deutsche Team wird in einem vierstufigen Wettbewerb ermittelt, der vom Institut für Pädagogik der Naturwissenschaften (IPN) ausgetragen wird. Alle Runden werden bundesweit durchgeführt.

### 1. Runde
Die erste Auswahlrunde findet im Jahr vor der Olympiade von April bis Mitte September statt. Es werden vier Aufgaben aus der klassischen Physik gestellt, die in vielen Schulen öffentlich aushängen und im Internet veröffentlicht werden. Um auch jüngeren Schülern eine Chance zu geben, wird die Olympiade seit 2011 durch eine 5. Aufgabe (Junioraufgabe) ergänzt. Die Aufgaben dürfen von einzelnen Schülern in Hausarbeit gelöst werden und werden vom Fachlehrer korrigiert. Jedes Jahr nehmen etwa 800 Schüler an der ersten Runde teil.

### 2. Runde
Die zweite Auswahlrunde findet an einem Tag im November als Klausur an Schulen statt. Teilnehmen dürfen die Schüler der ersten Runde, wenn sie mindestens 30 der 40 (bzw. 50 mit Junioraufgabe) möglichen Punkte erreicht haben, sowie erfolgreiche Schüler einiger anderer naturwissenschaftlicher Wettbewerbe. Die Klausur dauert drei Stunden und wird von Lehrern beaufsichtigt. Sie besteht aus kurzen Multiple Choice und einigen längeren theoretischen Aufgaben. Bis zur IPhO 2018 fand die zweite Runde in Hausarbeit statt. Die deutlich schwierigeren Aufgaben inklusive Experiment wurden jährlich von etwa 150 Schülern bearbeitet.

### 3. Runde

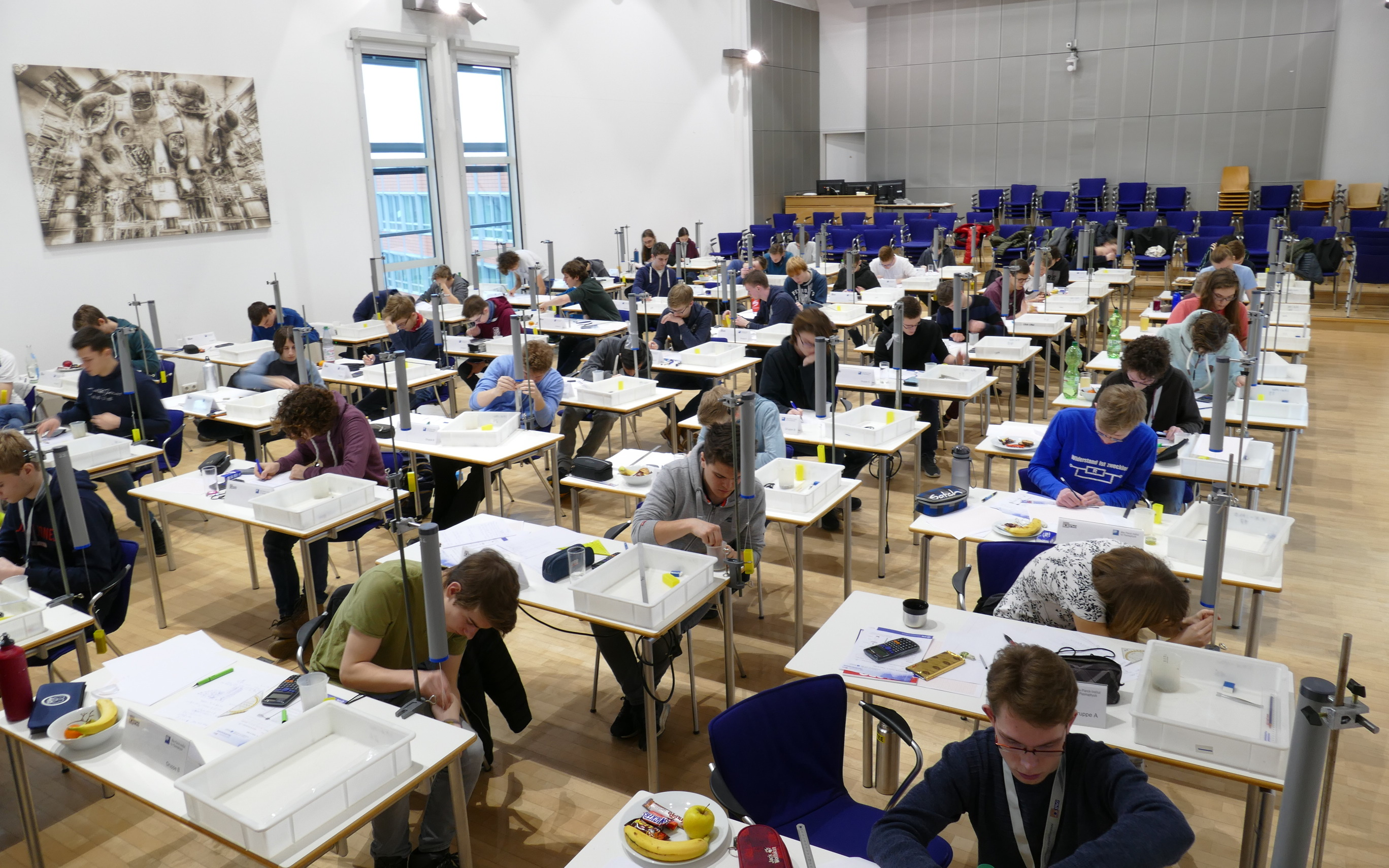
Experimentelle Klausur in der 3. Runde zur IPhO 2020

Die etwa 50 besten Teilnehmer der zweiten Runde werden zum Auswahlseminar der 3. Runde eingeladen. Während des einwöchigen Seminares Ende Januar werden vier mehrstündige Auswahlklausuren geschrieben und Seminare zur Vertiefung der physikalischen Kenntnisse abgehalten. Neben wissenschaftlichen und anderen Exkursionen gibt es reichlich Gelegenheit zusammen mit anderen Teilnehmern zu knobeln. Zurzeit wird die dritte Auswahlrunde jeweils an einer Forschungseinrichtung wie dem DLR in Göttingen oder dem DESY in Hamburg abgehalten.

### 4. Runde
Die vierte Runde ist die Endauswahl für die deutsche IPhO Mannschaft und wird im April vor der Olympiade (direkt nach Ostern) durchgeführt. Es werden hierzu die ca. 15 Besten der dritten Runde ein weiteres Mal eingeladen. Das Seminar verläuft ähnlich der dritten Runde, bietet aber nochmals anspruchsvollere Aufgaben. Der Austragungsort wechselt zwischen verschiedenen spannenden wissenschaftlichen Einrichtungen wie dem Forschungszentrum Jülich oder dem AWI in Bremerhaven.

## Schweizer Auswahlverfahren
Das Schweizerische Team wird in zwei Ausscheidungsrunden bestimmt. Dazwischen werden Trainingsanlässe organisiert.

### 1. Runde
Die Vorausscheidung der ersten Runde findet dezentral in den Schulen statt. Die Teilnehmenden lösen eine 40-minütige Multiple-Choice-Prüfung. Die besten rund 100 Teilnehmenden qualifizieren sich für ein einwöchiges Physik-Camp sowie für die 2. Runde.

### 2. Runde
Die Prüfung der 2. Runde findet zeitgleich an verschiedenen Orten in der Schweiz Mitte Januar statt. Diese eintägige Ausscheidung besteht aus theoretischen Aufgaben auf gehobenerem Mittelschulniveau und dient dazu, eine Selektion der besten Schüler für die SwissPhO, die Schweizer Landesmeisterschaft, durchzuführen.

### SwissPhO
Die SwissPhO, die Schweizerische Physik-Olympiade oder Landesmeisterschaft, findet im März/April in Aarau statt. Während zwei Tagen werden die Teilnehmenden mit experimentellen und theoretischen Aufgaben geprüft. Umrandet werden die zwei Tage mit Vorträgen, einem gemeinsamen Abend und der Medaillenvergabe. Die fünf Besten dürfen an der Internationalen Physik-Olympiade teilnehmen.

### Teamtraining
Das Teamtraining findet Anfang Juni in Aarau statt. An diesem Wochenende werden die Teilnehmer der IPhO mit der Eigenheit der Aufgaben der IPhO vertraut gemacht.

## Österreichisches Auswahlverfahren
Das österreichische Team wird in einem vierstufigen Auswahlverfahren ermittelt.
Den Schülern erwachsen aus der Teilnahme an der Physikolympiade keine Kosten. Diese werden vorwiegend vom BMUKK und auch von Sponsoren gedeckt.

### 1. Stufe – Schule
(etwa im März)
In einem dreistündigen schulinternen Wettbewerb (genannt: Kurswettbewerb), in dem zwei theoretische und eine experimentelle Aufgabe zu bearbeiten sind, werden die besten vier jener Schüler ermittelt, die im laufenden Schuljahr an einem Physikolympiade-Vorbereitungskurs teilnehmen. Diese werden von der Schule zum so genannten Landeswettbewerb entsandt.
Schüler mit zusätzlicher physikalischer Ausbildung, z. B. Wahlpflichtfach Physik, können über den so genannten Qualifikationswettbewerb in die Österreichische Physikolympiade quer einsteigen, auch wenn sie keinen Vorbereitungskurs besucht haben.
Alle Teilnehmer erhalten Diplome, die besten zusätzlich Buch- bzw. Sachpreise.

### 2. Stufe – Land
(etwa im April)
Auf der Ebene der neun Bundesländer findet ein vierstündiger Wettbewerb statt (der so genannte Landeswettbewerb), wobei drei theoretische und eine experimentelle Aufgabe zu bearbeiten sind. Die theoretischen Aufgaben werden von einem Team der Universität Linz und die experimentelle Aufgabe wird von einem steirischen Team ausgearbeitet und bis zum zeitgleichen Start in allen Bundesländern versiegelt verwahrt. Jedes Bundesland hat eine zugewiesene Zahl an fixen Startplätzen für den Bundeswettbewerb I zu vergeben. Zusätzlich qualifizieren sich noch etliche Schüler nach Punkten, sodass sich etwa die besten 35 Schüler aus ganz Österreich für die nächsthöhere Wettbewerbsstufe qualifizieren (traditionell haben die Oberösterreicher, Steirer und Wiener die stärksten Kontingente).
Alle Teilnehmer erhalten Diplome, viele Teilnehmer gewinnen Buch- bzw. Sachpreise und die Allerbesten erhalten kleine Gold-, Silber- oder Bronze-Medaillen.

### 3. Stufe – Bund I
(Ende April/Anfang Mai)
Bei dem Bundeswettbewerb I (immer in Linz, am Europagymnasium Auhof) qualifizieren sich die 16 Besten, die in einem fünfstündigen Theorietest ermittelt werden, für den Bundeswettbewerb II.
Alle Teilnehmer erhalten ein von der Unterrichtsministerin unterschriebenes Teilnahme-Diplom. Die Universität Linz lädt im Anschluss an den Test zu einer Führung durch ihre Physikinstitute.

### 4. Stufe – Bund II
(zumeist 15 Tage Ende Mai/Anfang Juni bzw. zwischen schriftlicher und mündlicher Matura)
Dem Bundeswettbewerb II geht ein zehntägiges Intensivtraining voraus, wofür die teilnehmenden Schüler vom BMUKK vom Unterricht freigestellt werden.
Der anschließende Wettbewerb selbst besteht aus einem fünfstündigen experimentellen Teil und einem ebenfalls fünfstündigen theoretischen Teil, die an zwei aufeinander folgenden Tagen ausgetragen werden.
Im experimentellen Teil sind vier Experimente und im theoretischen Teil sind sechs Theorieprobleme zu bearbeiten.
Alle Teilnehmer erhalten ein vom Unterrichtsminister unterschriebenes Preisdiplom und einen Buch- bzw. Sachpreis. Die besten zwei gewinnen Gold-Medaillen, die folgenden drei erhalten Silber-Medaillen und die nächsten vier Bronze-Medaillen.
Die besten fünf qualifizieren sich für die Teilnahme an der Internationalen Physikolympiade. In den Tagen vor dem Bewerb erhalten die Teilnehmer noch ein Spezialtraining als letzte Vorbereitung.

## Preise
Nach erzielten Punktzahlen werden Gold-, Silber- und Bronzemedaillen vergeben, wobei der Punkteschlüssel so erstellt wird, dass folgende Preise oder besser von mindestens folgendem Anteil an Teilnehmern erreicht werden:
| Gold              | 8 %  |
| Silber            | 25 % |
| Bronze            | 50 % |
| Honorable Mention | 67 % |

Der Medaillenspiegel wurde zuletzt zur IPhO 2009 von 6 %, 18 %, 36 %, 60 % angehoben, um mehr Schülern einen Preis zu ermöglichen.
Außerdem werden Sonderpreise für den besten Teilnehmer, die beste theoretische Arbeit, die beste experimentelle Arbeit sowie nach Wunsch des Veranstalters weitere Preise vergeben. Die Teilnehmer, die knapp eine Bronzemedaille verfehlt haben, erhalten eine Anerkennungsurkunde (Honorable Mention). Oft werden auch attraktive Sachpreise vergeben.
Die Teilnehmer des deutschen Auswahlverfahrens erhalten weitere Preise wie Büchergutscheine, Urkunden sowie Sprachreisen und Forschungspraktika. Außerdem zieht die Teilnahme an der IPhO i. d. R. etliche weitere Reisen nach sich, wie Firmenbesuche, die Ehrung auf der DPG-Jahrestagung oder die Teilnahme am Tag der Talente.
Die fünf deutschen Teammitglieder erhalten den DPG-Schülerpreis des darauffolgenden Jahres. Sie durchlaufen zugleich das Aufnahmeverfahren für die Studienstiftung des deutschen Volkes.
Die Teilnehmer des österreichischen Auswahlverfahrens erhalten, je nach Bundesland, Sach- und/oder Geldpreise. So erhalten die Gewinner der Landeswettbewerb in der Steiermark beispielsweise Geldpreise und Ferialpraktika, in anderen Bundesländern wie z. B. Wien gibt es jedoch nur kleine Sachpreise zu gewinnen.

## Austragungsorte
Die Gastgeberländer wechseln jährlich und werden viele Jahre im Voraus festgelegt.

### Bisherige Austragungsorte
Die Spalte „Länder“ bezeichnet die Anzahl der Länder, die mit Schülern im Wettbewerb teilgenommen haben.
| Nr. | Jahr | Austragungsland                 | Stadt                        | Länder | Schüler | Datum           | Anmerkungen, Weblinks |
| --- | ---- | ------------------------------- | ---------------------------- | ------ | ------- | --------------- | --- |
| 1.  | 1967 | Polen                           | Warschau                     | 5      | 15      | 25.06. – 01.07. | Initiierung der IPhO durch osteuropäische Länder |
| 2.  | 1968 | Ungarn                          | Budapest                     | 8      | 24      | 23.06. – 29.06. | Aufstellung der Satzung |
| 3.  | 1969 | Tschechoslowakei                | Brünn                        | 8      | 40      | 23.06. – 02.07. | |
| 4.  | 1970 | Sowjetunion                     | Moskau                       | 8      | 48      | 05.07. – 15.07. | |
| 5.  | 1971 | Bulgarien                       | Sofia                        | 7      | 35      | 02.07. – 11.07. | endgültige Festlegung auf maximal fünf Schüler pro Mannschaft |
| 6.  | 1972 | Rumänien                        | Bukarest                     | 9      | 45      | 08.07. – 18.07. | erstmalige Teilnahme westlicher und nichteuropäischer Länder |
| 7.  | 1974 | Polen                           | Warschau                     | 8      | 40      | 08.07. – 20.07. | erstmalige Teilnahme der Bundesrepublik Deutschland |
| 8.  | 1975 | Deutsche Demokratische Republik | Güstrow                      | 9      | 45      | 07.07. – 17.07. | Organisiert von und ausgetragen an der Pädagogischen Hochschule „Liselotte Herrmann“ in Güstrow |
| 9.  | 1976 | Ungarn                          | Budapest                     | 10     | 50      | 01.07. – 08.07. | |
| 10. | 1977 | Tschechoslowakei                | Königgrätz                   | 12     | 60      | 07.07. – 17.07. | |
| 11. | 1979 | Sowjetunion                     | Moskau                       | 11     |         | 02.07. – 10.07. | 1978 und 1980 fand keine IPhO statt, da kein Teilnehmerland diese organisieren konnte/wollte. |
| 12. | 1981 | Bulgarien                       | Warna                        | 14     |         | 01.07. – 10.07. | |
| 13. | 1982 | BR Deutschland                  | Malente (Schleswig-Holstein) | 17     | 84      | 19.06. – 29.06. | Erste Austragung in einem nichtsozialistischen Land. Manfred Lehn aus Fulda erreicht den ersten Platz. |
| 14. | 1983 | Rumänien                        | Bukarest                     | 16     | 80      | 05.07. – 14.07. | |
| 15. | 1984 | Schweden                        | Sigtuna                      | 18     | 83      | 24.06. – 01.07. | |
| 16. | 1985 | Jugoslawien                     | Portorož                     | 20     | 99      | 23.06. – 30.06. | |
| 17. | 1986 | Vereinigtes Königreich          | London                       | 21     | 105     | 13.07. – 20.07. | |
| 18. | 1987 | Deutsche Demokratische Republik | Jena                         | 25     | 125     | 05.07. – 13.07. | Organisiert von der Friedrich-Schiller-Universität Jena |
| 19. | 1988 | Österreich                      | Bad Ischl                    | 27     | 132     | 23.06. – 02.07. | |
| 20. | 1989 | Polen                           | Warschau                     | 29     | 150     | 16.07. – 24.07. | Die Mannschaft der Bundesrepublik Deutschland erreicht das beste Ergebnis von allen 29 teilnehmenden Staaten. |
| 21. | 1990 | Niederlande                     | Groningen                    | 32     | 160     | 05.07. – 13.07. | Letztmals nehmen zwei deutsche Mannschaften teil. |
| 22. | 1991 | Kuba                            | Havanna                      | 31     | 149     | 01.07. – 09.07. | |
| 23. | 1992 | Finnland                        | Helsinki                     | 38     | 177     | 05.07. – 13.07. | |
| 24. | 1993 | Vereinigte Staaten              | Williamsburg                 | 42     | 201     | 10.07. – 18.07. | Harald Pfeiffer aus Wiesentheid wird bester Schüler. |
| 25. | 1994 | Volksrepublik China             | Peking                       | 46     | 229     | 11.07. – 19.07. | |
| 26. | 1995 | Australien                      | Canberra                     | 51     | 255     | 05.07. – 12.07. | http://www.anu.edu.au/Physics/IPhO/ (Memento vom 2. Oktober 2000 im Internet Archive) |
| 27. | 1996 | Norwegen                        | Oslo                         | 55     | 260     | 30.06. – 07.07. | http://www.fys.uio.no/biofysikk/ipho/ (Memento vom 21. April 2002 im Internet Archive) |
| 28. | 1997 | Kanada                          | Sudbury                      | 56     | 265     | 13.07. – 21.07. | 28th International Physics Olympiad, Sudbury. |
| 29. | 1998 | Island                          | Reykjavík                    | 56     | 266     | 02.07. – 10.07. | http://www.hi.is/pub/ipho/ (Memento vom 30. April 2001 im Internet Archive) |
| 30. | 1999 | Italien                         | Padua                        | 62     | 291     | 18.07. – 27.07. | http://www.pd.infn.it/Olifis/ (Memento vom 29. Februar 2000 im Internet Archive) |
| 31. | 2000 | Vereinigtes Königreich          | Leicester                    | 63     | 296     | 08.07. – 16.07. | http://www.star.le.ac.uk/IPhO-2000/ (Memento vom 16. August 2000 im Internet Archive) |
| 32. | 2001 | Türkei                          | Antalya                      | 65     | 306     | 28.06. – 06.07. | http://www.ipho2001.org.tr/ (Memento vom 28. November 2001 im Internet Archive) |
| 33. | 2002 | Indonesien                      | Bali                         | 66     | 296     | 21.07. – 30.07. | http://www.fi.itb.ac.id/~ipho33/ (Memento vom 5. November 2002 im Internet Archive) |
| 34. | 2003 | Taiwan                          | Taipeh                       | 54     | 238     | 02.08. – 11.08. | http://www.phy.ntnu.edu.tw/ipho2003/ (Memento vom 8. Oktober 2003 im Internet Archive) |
| 35. | 2004 | Südkorea                        | Pohang                       | 71     | 328     | 15.07. – 23.07. | http://www.ipho2004.or.kr/ (Memento vom 13. April 2005 im Internet Archive) |
| 36. | 2005 | Spanien                         | Salamanca                    | 72     | 352     | 15.07. – 23.07. | http://helveticanet.com/ipho36/ (Memento vom 6. Januar 2006 im Internet Archive) |
| 37. | 2006 | Singapur                        | Singapur                     | 82     | 388     | 08.07. – 17.07. | http://www.ipho2006.org (Memento vom 30. November 2006 im Internet Archive) |
| 38. | 2007 | Iran                            | Isfahan                      | 69     | 327     | 13.07. – 22.07. | http://www.ipho2007.ir/ (Memento vom 28. November 2007 im Internet Archive) |
| 39. | 2008 | Vietnam                         | Hanoi                        | 82     | 376     | 20.07. – 29.07. | http://ipho2008.hnue.edu.vn/ (Memento vom 4. April 2012 im Internet Archive) |
| 40. | 2009 | Mexiko                          | Mérida                       | 68     | 316     | 11.07. – 20.07. | http://ipho2009.smf.mx (Memento vom 26. August 2009 im Internet Archive) Anhebung der Menge an vergebenen Medaillen |
| 41. | 2010 | Kroatien                        | Zagreb                       | 79     | 367     | 17.07. – 25.07. | http://ipho2010.hfd.hr (Memento vom 29. April 2011 im Internet Archive) |
| 42. | 2011 | Thailand                        | Bangkok                      | 83     | 393     | 10.07. – 18.07. | http://mpec.sc.mahidol.ac.th/ipho2011/ |
| 43. | 2012 | Estland                         | Tallinn und Tartu            | 80     | 378     | 15.07. – 24.07. | http://www.ipho2012.ee/ |
| 44. | 2013 | Dänemark                        | Kopenhagen                   | 82     | 374     | 07.07. – 15.07. | http://www.ipho2013.dk/ |
| 45. | 2014 | Kasachstan                      | Astana                       | 85     | 383     | 12.07. – 21.07. | http://ipho2014.kz (Memento vom 16. September 2015 im Internet Archive) |
| 46. | 2015 | Indien                          | Mumbai                       | 83     | 382     | 05.07. – 12.07. | http://www.ipho2015.in/ |
| 47. | 2016 | Schweiz                         | Zürich                       | 84     | 398     | 11.07. – 17.07. | http://www.ipho2016.org (Memento vom 29. November 2016 im Internet Archive) |
| 48. | 2017 | Indonesien                      | Yogyakarta                   | 84     | 395     | 16.07. – 23.07. | http://www.ipho2017.id (Memento vom 27. September 2018 im Internet Archive) |
| 49. | 2018 | Portugal                        | Lissabon                     | 86     | 396     | 21.07. – 29.07. | http://ipho2018.pt |
| 50. | 2019 | Israel                          | Tel Aviv                     | 78     | 360     | 07.07. – 15.07. | https://www.ipho2019.org.il (Memento vom 14. September 2019 im Internet Archive) |
| 51. | 2021 | Litauen                         | online                       | 75     | 360     | 17.07. – 24.07. | https://www.ipho2021.lt/ ursprünglich geplant für 18. – 26. Juli 2020 in Vilnius, aber wegen der COVID-19-Pandemie um ein Jahr verschoben und online abgehalten                                                                            |
| 52. | 2022 | Schweiz                         | online/hybrid                | 75     | 368     | 10.07. – 17.07. | http://www.ipho2022.com/ ursprünglich in Belarus geplant, aber wegen dessen Beteiligung am Überfall auf die Ukraine abgesagt. Die Schweiz organisierte kurzfristig eine online Austragung, mehrere Teams trafen sich in kleineren Gruppen. |
| 53. | 2023 | Japan                           | Tokio                        | 82     | 394     | 10.07. – 17.07. | https://ipho2023.jp/en/ |
| 54. | 2024 | Iran                            | Isfahan                      | 43     | 197     | 21.07. – 29.07. | https://ipho2023.jp/en/ Aufgrund einer Reisewarnung nahmen, anders als 2007, viele europäische Teams wie Deutschland, Österreich und die Schweiz nicht am Wettbewerb teil.                                                                 |
| 55. | 2025 | Frankreich                      | Paris                        | 87     | 406     | 17.07. – 25.07. | https://www.ipho2025.fr/home-eng |

### Zukünftige Austragungsorte
- 56.: 2026 in Kolumbien, Bucaramanga (4.–12. Juli)
- 57.: 2027 in Ungarn
- 58.: 2028 in Südkorea
- 59.: 2029 in Ecuador
- 71.: 2041 in Bangladesch